# Gaetano Martino

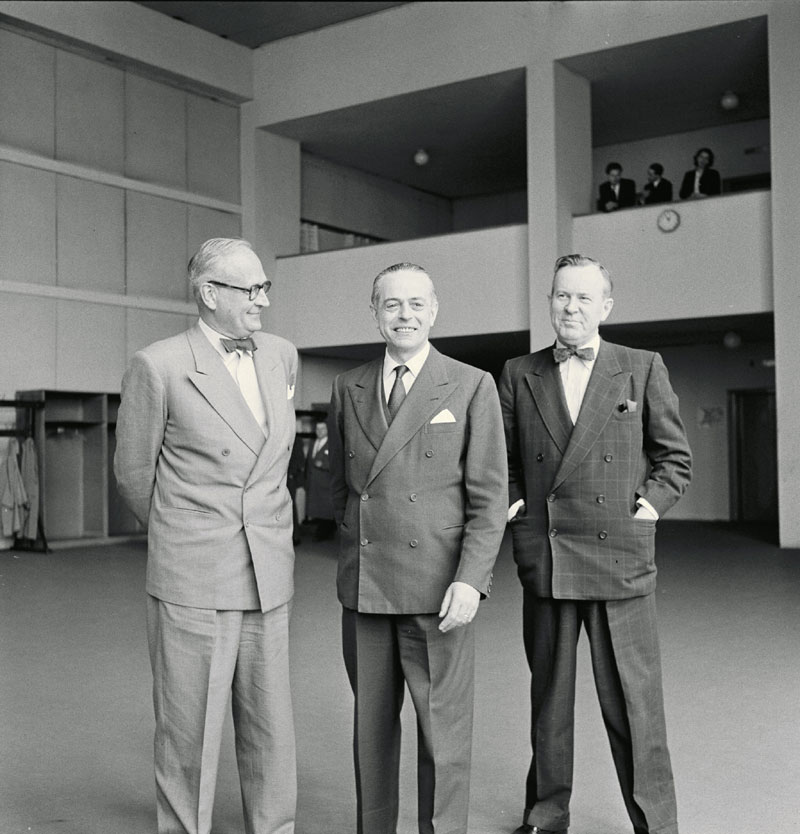
Od lewej: Halvard Lange, Gaetano Martino i Lester Pearson – członkowie tzw. Komisji Trzech

Gaetano Martino (ur. 25 listopada 1900 w Mesynie, zm. 21 lipca 1967 w Rzymie) – włoski polityk, lekarz, nauczyciel akademicki, minister. Ojciec Antonia Martino.

## Życiorys
Ukończył studia medyczne, pracował jako wykładowca (profesor) Uniwersytetu w Mesynie, pełnił funkcję rektora tej uczelni.
W 1946 został posłem do powołanej po II wojnie światowej konstytuanty (Assemblea Costituente della Repubblica Italiana), która działała do 1948. W tym samym roku został po raz pierwszy wybrany do Izby Deputowanych. W niższej izbie włoskiego parlamentu zasiadał nieprzerwanie do czasu swoje śmierci w 1967 (jako poseł I, II, III i IV kadencji).
Należał do Włoskiej Partii Liberalnej i prezydentem tego ugrupowania. W 1954 premier Mario Scelba powierzył mu tekę ministra edukacji publicznej, kilka miesięcy później objął stanowisko ministra spraw zagranicznych, które zajmował do 1957 (także w 1. gabinecie Antonia Segniego. Brał w tym czasie udział w konferencji mesyńskiej i w opracowaniu traktatów rzymskich. Był także członkiem Komisji Trzech („Trzech Mędrców”), która w 1956 opracowała raport w sprawie pozawojskowej współpracy w NATO. Za zasługi w pracy nad tym dokumentem jego nazwiskiem nazwano jedną z sal w kwaterze głównej tej organizacji.
Od 1962 do 1964 Gaetano Martino był przewodniczącym Parlamentu Europejskiego.